# Méthémoglobinémie
 Mise en garde médicale
La méthémoglobinémie est le taux de méthémoglobine dans le sang et par extension le nom de la maladie correspondant à un taux trop important de méthémoglobine dans le sang. Cette maladie ou intoxication est parfois dite « syndrome du bébé bleu » (Blue baby syndrome en anglais) quand elle touche le très jeune enfant.

## Caractérisation

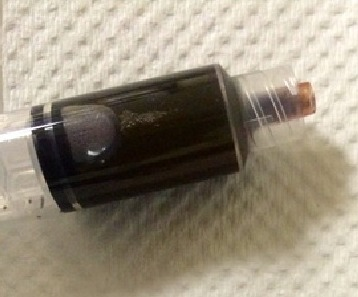
Sang brun-chocolat.

Dans l'hémoglobine normale, les noyaux hémiques des sous unités de l'hémoglobine lient un fer ferreux (Fe2+) qui va lier l'oxygène. Dans le cas de la méthémoglobinémie, le noyau hémique va lier un fer ferrique (Fe3+) qui va être incapable de lier l'oxygène. C'est une déficience en NADPH méthémoglobine réductase qui réduit le fer ferrique en fer ferreux. Cette déficience est souvent due à une autre déficience, celle de la glucose 6 phosphate déshydrogénase appartenant au cycle des pentoses phosphates dont le but est de produire du NADPH qui permettrait donc la réduction.
La méthémoglobinémie devient anormale au-delà de 3 % de l'hémoglobine totale et conduit à une cyanose ainsi qu'à d'autres symptômes tels que léthargie, maux de têtes, toux dus à l'hypoxie tissulaire ; au-delà de 70 %, l’intoxication peut devenir mortelle.

## Causes

### Causes génétiques ou congénitales
La méthémoglobinémie peut être congénitale, mais c'est alors une maladie rare, généralement induite par un déficit en enzyme cytochrome b5 réductase.

### Ingestion de produits oxydants
La majorité des méthémoglobinémie sont acquises par ingestion de produits oxydants. 
Ces produits oxydants peuvent être :
- des médicaments et notamment la dapsone[1] et le benzocaïne[2], ce dernier étant un anesthésique local utilisé fréquemment et la méthémoglobinémie est ainsi une complication rare mais connue des examens endoscopique utilisant les anesthésiques locaux de ce type[3] ;
- des poppers (nitrite d'amyle) ;
- les nitrates et nitrites  alimentaires. Ils sont alors la source des atomes d'oxygène nécessaires au développement du syndrome. Le risque est alors plus élevé pour les personnes âgées et surtout pour les enfants (voir ci-dessous).

## Le cas des nitrates
Selon un avis rendu en 1990 par le « Comité scientifique de l'alimentation humaine sur les nitrates et les nitrites » de la Commission des Communautés européennes. « Le nitrate per se a une toxicité aiguë très faible, et les effets nocifs rapportés résultent de la réduction en nitrites, soit avant ingestion soit in vivo. L'exposition aiguë contrôlée chez l'homme dans des conditions cliniques montre que l'on n'observe d'augmentation de la méthémoglobine circulante qu'à des doses journalières de plusieurs grammes chez l'adulte en bonne santé, ce qui correspond à environ 50 mg par kilo de poids corporel ou davantage ». Via une alimentation normale, de telles doses ne peuvent être ingérées par un adulte, mais le risque est plus significatif pour les enfants ;

Selon les données du Panel CONTAM, les risques restent limités pour les enfants consommant des laitues, mais existent pour des bébés, ou jeunes enfants de 1 à 3 ans au-delà de 200 g/jour d'épinards présentant des taux élevés de nitrate) et les ruminants sont beaucoup plus touchés car le pH de la panse pour les ruminants et le pH de l’estomac pour le bébé ont tendance à être neutres ce qui constitue ainsi une flore beaucoup plus favorable pour la transformation des nitrates présents dans la nourriture ingérée en nitrites. 
L'EFSA a donc recommandé en 2010 d'éviter :
- de donner des épinards aux enfants souffrant d'infections bactériennes gastro-intestinales car ces dernières favorisent une conversion plus élevée de nitrates en nitrites, ce qui augmente le risque de méthémoglobinémie ;
- le stockage inapproprié de légumes-feuilles cuits (trop longtemps stockés à température ambiante par exemple), car pouvant également induire une conversion de nitrates en nitrites ;
- les purées d'épinard (qui favorisent aussi la conversion des nitrates en nitrites).

Les épinards et laitues sont d'ailleurs soumis à une législation européenne qui fixe des teneurs maximales en nitrates de certains aliments. En 2010, 1 % des échantillons testés de laitue et 5 % des échantillons testés d'épinards dépassaient les taux maximums autorisés (et des dérogations existent dans certains États membres).

## Facteurs de risque
- L'âge (de manière générale, plus la masse corporelle est importante moins l'oxygène libéré par les oxydants ingéré est actif).
- Le tabagisme : La méthémoglobinémie (taux et non maladie) est légèrement plus élevée chez le fumeur[7].
- La consommation de poppers.
- Facteurs génétiques.

## Description
Les symptômes sont ceux d'une anémie, avec, en plus, une coloration brunâtre de la peau, un sang de couleur sombre (« chocolat »). Il existe une discordance entre l'oxymétrie colorimétrique (au bout du doigt), pouvant être effondrée, et la mesure des gaz du sang restant dans les limites de la normale. L'importance des symptômes est en rapport avec le taux de méthémoglobinémie.

## Traitement
L'injection de 1 à 2 mg/kg de bleu de méthylène en intraveineuse permet la régression rapide des symptômes, cette molécule permettant la transformation de la méthémoglobine en hémoglobine.